# Larsen-System
Beim Larsen-System (auch Larsen-Eröffnung oder Nimzowitsch-Larsen-Eröffnung) handelt es sich um eine Eröffnung des Schachspiels.
Das Larsen-System zählt zu den Geschlossenen Spielen und wird in der Eröffnungssystematik der ECO-Codes unter dem Schlüssel A01 klassifiziert. Das Larsen-System wird mit dem Zug (siehe auch: Schachnotation)
1. b2–b3
eingeleitet.
Mit diesem zurückhaltenden Aufbau plant der Weiße durch das Fianchetto des schwarzfeldrigen Läufers den Einfluss auf das Zentrum von der Flanke her. Die häufigsten Antwortzüge sind e7–e5, d7–d5, c7–c5 oder Sg8–f6. Je nach schwarzer Entgegnung sind durch Zugumstellung allerdings zahlreiche Übergänge in andere Eröffnungen möglich:
- Nach 1. … d7–d5 2. f2–f4 ergibt sich die Bird-Eröffnung. Das kann sich auch erst später nach zum Beispiel 2. Lc1–b2 c7–c5 3. e2–e3

(Die Stellung nach 3. Sg1–f3 entstand durch Zugumstellung im Finale des Kandidatenwettkampfes Tigran Petrosjan – Bobby Fischer, Buenos Aires 1971. Nach 3. … f7–f6 wäre 4. e2–e3 dann mit e7–e5 erwidert worden.)
Sb8–c6 4. Lf1–b5 Lc8–d7 5. Sg1–f3 Sg8–f6 6. 0–0 e7–e6 7. d2–d3 Lf8–d6 8. Lb5xc6 Ld7xc6 9. Sf3–e5 Ta8–c8 10. a2–a4 0–0 11. Sb1–d2 Sf6–d7 12. Se5xd7 Dd8xd7 durch 13. f2–f4 ergeben.
- Nach 1. … c7–c5 2. e2–e4 ist eine seltenere Variante der Sizilianischen Verteidigung auf dem Brett.
- Nach 1. … e7–e5 2. c2–c4 entsteht Sizilianisch im Anzuge.

Namensgeber dieser Eröffnung sind der dänische Großmeister Bent Larsen beziehungsweise Aaron Nimzowitsch. In der sehr bekannten Partie Larsen – Spasski, Belgrad 1970, unterlag der Däne mit diesem System allerdings auf spektakuläre Art und Weise in nur 17 Zügen.